# Cor pulmonale
Cor Pulmonale é uma forma de insuficiência cardíaca caraterizada por diminuição da capacidade de funcionamento das câmaras direitas do coração devido a doença pulmonar.
A metade direita do coração recebe o sangue venoso do organismo e o envia aos pulmões para oxigenação. Quando existe um tipo de doença pulmonar que leva a aumento da resistência ao fluxo de sangue e Hipertensão pulmonar, progressivamente o coração direito, (ventrículo direito e átrio direito), vão sendo sobrecarregados.
Ocorrem inicialmente alterações microscópicas no cardiomiócito, a célula muscular cardíaca, com aumento de tamanho. Posteriormente todo o miocárdio, o tecido muscular cardíaco, se altera. Como consequência, as paredes das cavidades vão se tornando mais espessas. Este é um mecanismo compensatório que numa fase inicial permite que o fluxo de sangue não seja prejudicado.
Com a permanência ou piora da doença pulmonar, em determinado momento este mecanismo atinge seu limite e o coração começa a dilatar. Ocorre aumento da pressão nas veias de todo o corpo e, em decorrência, dilatação das veias, hepatoesplenomegalia e edema nas pernas, além dos sintomas da doença pulmonar, como dispneia e cianose (coloração azulada da pele e mucosas).

## Etiopatogênese
Existem diversos mecanismos que levam à hipertensão pulmonar e cor pulmonale:
- Vasoconstrição pulmonar
- Mudanças anatômicas na vascularização
- Aumento da viscosidade sanguínea
- Hipertensão pulmonar primária ou idiopática

## Causas
- Agudas:
  - Embolia pulmonar
  - Exacerbação de cor pulmonale crônico
- Crônicas:
  - DPOC
  - Perda de tecido pulmonar após trauma ou cirurgia
  - Síndrome de Pierre Robin
  - Fibrose Cística

## Tratamento
O tratamento se baseia em controlar a doença pulmonar e diminuir a retenção de líquido.
e tudo mais de importante